# Кязымов, Кямал Кярам оглы
Кямал Кярам (Керим) оглы Кязымов (азерб. Kamal Kərim oğlu Kazımov; 22 декабря 1924, Гянджинский уезд — 27 марта 1976, Ханларский район) — советский азербайджанский виноградарь. Герой Социалистического Труда (1966).

## Биография
Родился 22 декабря 1924 в селе Чырдаханлы Гянджинского уезда Азербайджанской ССР (ныне посёлок Караери Самухского района).
Участник Великой Отечественной войны.
С 1946 года рабочий, завхоз виноградарского совхоза «Азербайджан» Ханларского района, в 1952—1957 годах старший винодел Шамхорского коньячного завода, директор Ханларского винзавода, с 1957 года директор виноградарского совхоза «Азербайджан», глава совхозно-производственного объединения Ханларского района.
Под управлением Кязымова совхоз Азербайджан достигал высокие урожаи винограда от 120 центнеров, были решены проблемы с поливной водой — были прорыты каналы реки Кошкарчай, глубиной вплоть до 10 метров, проблемы отсутствия столбов для шпалер — был построен полигон по производству железобетонных столбов, и проблемы низкой урожайности — в 1965 году в землю внесены 8 тысяч тонн органических и минеральных удобрений. Кямал Кязымов заботился и о благосостоянии рабочих совхоза, были построены более 6000 квадратных метров жилья, двухэтажная средняя школа, плавбассейн, две столовых, холодильник емкостью 700 тонн. Для обеспечения трудящихся продовольствием, при совхозе открыты молочная, свиноводческая и овощеводческая фермы. Производимые в совхозе вина получали высокие оценки на международных конкурсах — среди них: «Карачанах», портвейны «777» и «Алабашлы», десертное «Азербайджан».
Указом Президиума Верховного Совета СССР от 30 апреля 1966 года за успехи, достигнутые в производства и заготовок овощей, плодов, винограда, чайного листа и табака Кязымову Кямалу Кярам оглы присвоено звание Героя Социалистического Труда с вручением ордена Ленина и золотой медали «Серп и Молот».
Активно участвовал в общественной жизни Азербайджана. Член КПСС с 1953 года.